# Tim Mertens (Filmeditor)
Timothy M. „Tim“ Mertens ist ein US-amerikanischer Film- und Sound-Editor, der vor allem an Animationsfilmen arbeitet.

## Leben
Der aus Kalifornien stammende Mertens strebte ursprünglich eine Karriere als Fotograf an. Er begann seine Karriere in den 1990er Jahren als Sound Editor in der Animationsabteilung von Disney TV, wo er als Schnittassistent für Warner E. Leighton tätig war. Er arbeitete dort an Fernsehserien wie Darkwing Duck, Goofy und Max oder Aladdin. Über Leighton kam Mertens zu Sam Hortas Firma Horta Editorial.
Ab dem Jahr 1992 folgten erste Tätigkeiten als Filmeditor, zunächst bei einer Folge der Fernsehserie Arielle, die Meerjungfrau. Bei der Produktion von Disneys Pocahontas war Mertens 1994 als erster Schnittassistent von H. Lee Peterson tätig, den er später als seinen Mentor bezeichnete. Seitdem ist Mertens als Editor für die Walt Disney Animation Studios tätig und zeichnete unter anderem für den Schnitt von Filmen wie Bärenbrüder, Bolt – Ein Hund für alle Fälle, Rapunzel – Neu verföhnt oder Ralph reichts verantwortlich.

## Filmografie (Auswahl)
Film Editor
- 1992: Arielle, die Meerjungfrau (The Little Mermaid, Fernsehserie, 1 Episode)
- 1992: Tom & Jerry – Der Film (Tom & Jerry – The Movie)
- 2003: Bärenbrüder (Brother Bear)
- 2004: The Cat That Looked at a King (Kurzfilm)
- 2007: Hunter (Kurzfilm)
- 2008: Bolt – Ein Hund für alle Fälle (Bolt)
- 2008: Copasetic (Kurzfilm)
- 2010: Rapunzel – Neu verföhnt (Tangled)
- 2012: Rapunzel – Verföhnt, verlobt, verheiratet (Tangled Ever After, Fernsehfilm)
- 2012: Ralph reichts (Wreck-It Ralph)
- 2014: Baymax – Riesiges Robowabohu (Big Hero 6)
- 2021: Die Farbe des Lebens (Blush, Kurzfilm)